# Amore al primo... Gulp
Amore al primo... Gulp (Love at First Hiccup) è un film del 2009 diretto da Barbara Topsøe-Rothenborg, basato sul romanzo di Dennis Jürgensen e remake del film danese del 1999 Kærlighed ved første hik. In Italia è stato trasmesso su Sky Cinema Comedy il 10 agosto 2012.

## Trama
Victor, matricola del liceo, s'innamora a prima vista della bella Anja, già fidanzata con Peter, uno dei ragazzi più popolari della scuola. Un giorno, Victor scopre per caso che Peter vuole andare a letto con Anja approfittando dell'assenza dei genitori di lei e fa di tutto per impedirlo, presentandosi a casa sua e adducendo varie scuse per disturbare la loro serata, riuscendo nel suo intento. Poco tempo dopo, Anja lascia Peter e si mette con Victor, al quale chiede di toglierle la verginità. Peter cerca con diversi stratagemmi di farli lasciare, ma invano.

## Produzione
Il film, girato interamente nei territori circostanti Los Angeles, ha come protagonisti Devon Werkheiser e Scout Taylor-Compton. È stato prodotto dalla casa cinematografica Trust Nordisk; la première si è svolta a Copenaghen nel dicembre 2009, ma il film è stato pubblicato direttamente in DVD per problemi di censura a novembre 2010 con il titolo First Love.